# Dominic Saleh-Zaki
Dominic Saleh-Zaki (ur. 24 maja 1982 w Geldern) – niemiecki aktor, piosenkarz.
W 2004 wraz z wokalistą Rokkhą nagrał swój pierwszy singiel „Love Is The Message“, nową wersję przeboju Al Greena z 1989. Piosenka trafiła na 22. miejsce na niemieckich listach przebojów i 23 na szwajcarskich listach przebojów. W latach 2004–2008 był związany z aktorką Inez Bjørg David, którą poznał podczas kręcenia Verbotene Liebe.

## Filmografia
- 2001–2007: Verbotene Liebe jako Andi Fritzsche
- 2004: Lindenstraße jako dr Sonnenberg Fan
- 2008: 112 – na każde wezwanie (112 – Sie retten dein Leben) jako Florian Carstens
- 2009–2015: Verbotene Liebe jako Andi Fritzsche
- 2011: Kobra – oddział specjalny - odc. I... akcja! (Und... Action...!) jako Dirk Van Damme
- 2018: SOKO Köln - odc. Nestbeschmutzer